# جون فوجیتا
جون فوجیتا (ژاپنی: 藤田 準之助؛ ۱۳ دسامبر ۱۸۸۸ – ۱۲ ژوئیهٔ ۱۹۶۳) عکاس، بازیگر، شاعر، و روزنامه‌نگار اهل ایالات متحده آمریکا بود.